# Stepscanning
Stepscanning is een specifieke vorm van scanning voor personen met een motorische handicap.
Voor stepscanning heeft de gebruiker twee eenfunctieschakelaars nodig.
- Met één schakelaar bedient hij de scanning. Hiermee gaat hij stap voor stap een mogelijkheid verder.
- Met de tweede schakelaar kan hij een keuze maken.

Een persoon met een zeer ernstige motorische handicap kan hiermee bijvoorbeeld een on-screen toetsenbord bedienen. Hierdoor kan hij typen met slechts twee knoppen.